# یخچال طبیعی کولکا
یخچال طبیعی کولکا (انگلیسی: Kolka Glacier) یک یخچال طبیعی در ناحیه اوستیای شمالی-آلانیا کشور روسیه است.